# 디미트로브그라드 (불가리아)
디미트로브그라드(불가리아어: Димитровград [diˈmitrovˌɡrat])는 불가리아 중남부에 위치한 하스코보주의 도시로, 인구는 38,015명(2011년 2월 기준), 높이는 125m이다. 1947년 9월 2일 신설되었으며 도시 이름은 불가리아의 공산주의 지도자인 게오르기 디미트로프에서 유래된 이름이다.
이 도시는 1949년부터 불가리아 인민공화국에 의해 신도시로 지정되었으며 동구권의 다른 공산주의 모범도시들처럼 중공업이 발전하였고, 불가리아 경제의 중심지가 되었다. 

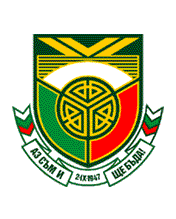
시 문장

## 자매 도시
- 러시아 디미트로브그라드
- 그리스 칼라마리아
- 이탈리아 그로세토